# Beek
Beek (česky 'Potok') je správní obvod v nizozemském Limburgu. Správní obvod má 16 599 obyvatel (31. prosince 2008, zdroj: CBS, nizozemský Centrální úřad pro statistiku) a má povrch 21,69 km². Hlavní obec správního obvodu je stejnojmenný Beek.
Dnešní správní obvod vznikl v roce 1982 spojením dřívějšího obvodu Beek a Spaubeekem, který byl do té doby samostatný.

## Obce ve správním obvodu
v nizozemštině (v limburštině)
- Beek (Baek)
- Spaubeek (Sjpaubik)
- Neerbeek (Nirbik)
- Genhout (Genhout)
- Geverik (Geverik)
- Kelmond (Kelmend)

- Maastricht Aachen Airport se nachází na územním celku správního obvodu Beek.

## Památky
- Komplex dřívějšího Zámku Jansgeleen, s troskami zámku, restaurovaným a obydleným předdvořím (zámecké statky s bývalým nájemným obydlím) a vodní mlýn Jansmolen, se nachází na území obce Spaubeek při potoku Geleenbeek, v blízkosti železniční tratě Heerlen – Sittard a dálnice 76, jihovýchodně od Geleenu a západním směrem od nádraží Spaubeek.
- Sint-Annakapel v Oude Kerku, severním směrem od nádraží Spaubeek.
- Bývalá destilovna Jacques Hennekens v Beeku je zřízena jako museum, tzv. Elsmuseum, známým kořalkou Els La Vera.